# Canistrum fragrans
Canistrum fragrans är en gräsväxtart som först beskrevs av Jean Jules Linden, och fick sitt nu gällande namn av David John Mabberley. Canistrum fragrans ingår i släktet Canistrum och familjen Bromeliaceae. Inga underarter finns listade i Catalogue of Life.

## Bildgalleri

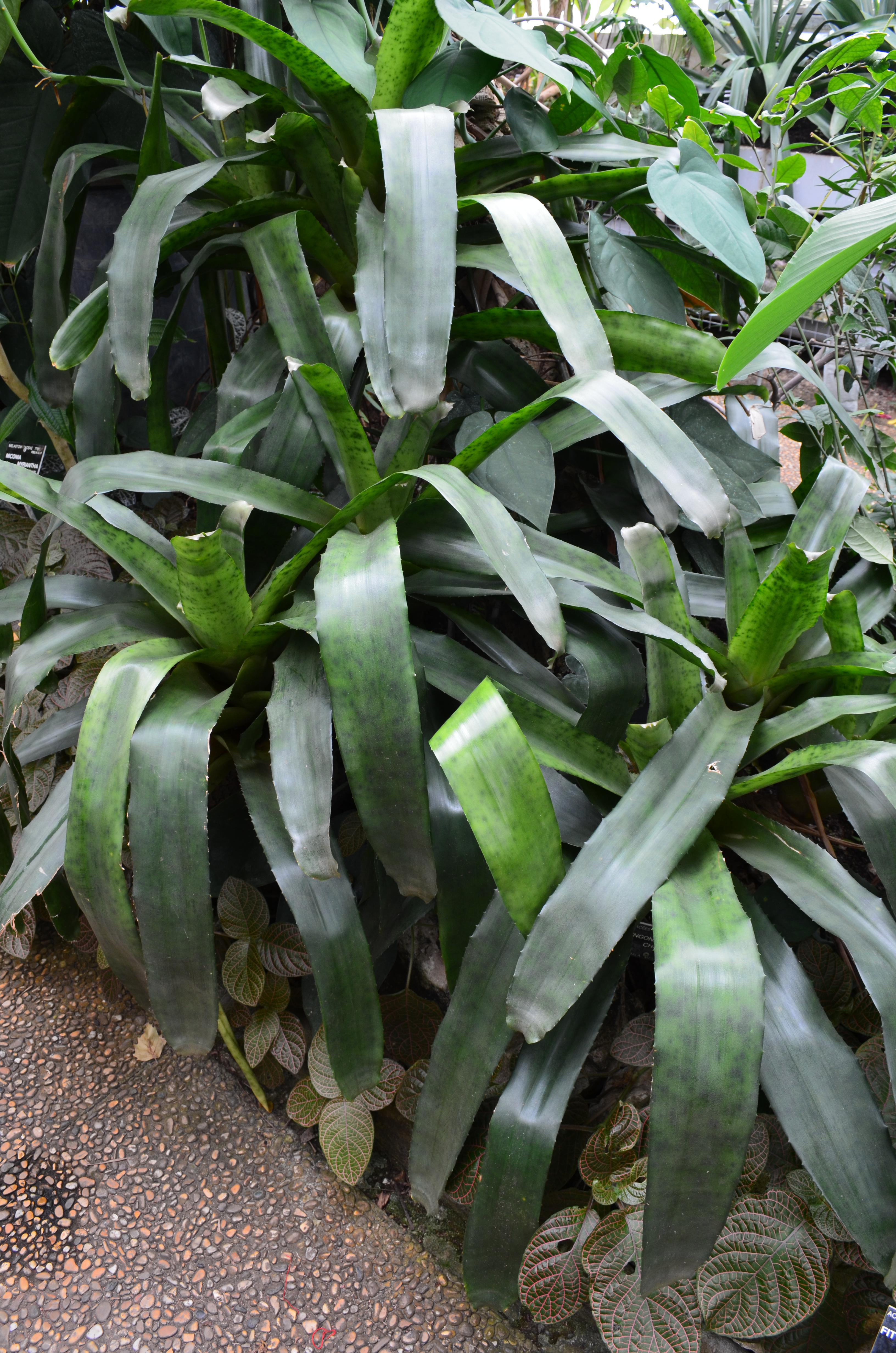